# Torre de Compte
La torre de Compte, també coneguda com a torre d'en Rovira, està situada prop de la parròquia de Sant Agustí al municipi de Sant Josep de sa Talaia, (Eivissa), a uns vint quilòmetres del nucli de Sant Josep de sa Talaia, en direcció cap als illots de s'Espartar fins a l'illa de sa Conillera.
És també una de les torres de defensa més importats de la seva classe, de volumetria més gran que altres construïdes contemporàniament a les illes Pitiüses. Com les illes que estan enfront eren el lloc on s'amagaven els pirates musulmans, era considerada com una torre de gran importància juntament amb la Torre des Savinar.
També exercia una funció de salvaguarda del port de Sant Antoni. A principis del segle xix posseïa artilleria pròpia i en els casos de major urgència arribava a tenir fins a vuit soldats.
Va ser habilitada com a habitatge i conserva en bon estat la seva estructura original.
La seva datació és del 1763, va ser construïda per a protegir la costa eivissenca de ponent, entre l'església de Sant Antoni de Portmany i la torre de cap des Savinar, dels atacs invasors. Es tracta d'un projecte de l'enginyer Joan Ballester i Zafra fins a 1756 i executat l'any 1763 per l'enginyer García Martínez. Finalment aixecada per a donar protecció a la costa per Cap Nonó fins Es Vedrà.